# Sant Pere d'Albanyà
Sant Pere d'Albanyà és una església al centre del poble d'Albanyà inclosa en l'Inventari del Patrimoni Arquitectònic de Catalunya.
Es tracta d'un temple d'una sola nau amb creuer i tres absis semicirculars, frontis i campanar de cadireta bastits posteriorment a la fàbrica original (segle XII-XIII). A la capçalera hi ha l'absis central que és de planta semicircular, mentre les absidioles no arriben al semicercle. Les obertures a la part antiga són de doble vessant, n'hi ha dues al mur lateral sud de la nau i una altra en el mur meridional del transsepte, i també una a l'absis central. Al frontis hi ha una finestra de dos arcs en degradació de doble vessant. La volta de la nau és de canó, i també el creuer, mentre als absis la volta és de quart d'esfera. L'aparell és molt variable, a la part més vella hi predomina material gairebé sense desbastar, de moltes mides i dimensions; mentre al frontis és de carreus ben escairats, de calcària, formant fileres regulars. A sobre la façana s'aixeca un campanar de cadireta de dues arcades de punt rodó mentre que la coberta és de dues batents, sobresortint la cornisa de la nau i el transsepte.

## Història
L'església de Sant Pere d'Albanyà havia estat la de l'antic monestir fundat en el primer quart del segle IX (820-825) per l'abat Donnul, qui va rebre l'autorització per construir el cenobi del Comte Rampó, i que va passar a ser possessió de Santa Maria d'Arles. Joan Badia i Homs opina que l'església actual faria referència a una construcció del segle x consagrada, el 957, pel bisbe Arnulf de Girona en passar l'església de Santa Maria d'Arles a dependre de l'abadia de Moissac, el 1078, també hi passaria Sant Pere d'Albanyà.